# Daniel Timofte
Daniel Timofte (ur. 1 października 1967 w Lonei) – piłkarz rumuński grający na pozycji napastnika.

## Kariera klubowa
Karierę piłkarską Timofte rozpoczął w klubie Jiul Petroszany. W 1986 roku był już w kadrze pierwszej drużyny, a 31 sierpnia] zadebiutował w pierwszej lidze w wygranym 3:1 spotkaniu z Chimią Râmnicu Vâlcea. W 1987 spadł jednak z Jiul z ligi i przez kolejne dwa sezony występował w drugiej lidze, a w 1989 roku przyczynił się do powrotu klubu do ekstraklasy. Wtedy też przeszedł do Dinama Bukareszt, jednej z czołowych drużyn Rumunii. W sezonie 1989/1990 został z Dinamem mistrzem kraju, a w zespole tym spędził także jesień 1990 (miał udział w zdobyciu Pucharu Rumunii).
Na początku 1991 roku Timofte wyjechał do Niemiec. Został piłkarzem Bayeru Uerdingen, a 23 lutego rozegrał swój pierwszy mecz w Bundeslidze. Zespół z miasta Krefeld zremisował w nim bezbramkowo z 1. FC Nürnberg. W niemieckiej lidze nie zdobył gola, a Uerdingen spadło do drugiej ligi. Tam grał jeszcze przez jeden sezon bez większych sukcesów.
Latem 1992 Timofte wrócił do Dinama. Nie zdobył gola, ale został wicemistrzem Rumunii. W 1993 roku znów postanowił spróbować swoich sił zagranicą i podpisał kontrakt z tureckim Samsunsporem. W swoim pierwszym sezonie w Turcji zajął wysokie 5. miejsce, ale już w kolejnych trzech sezonach Samsunspor plasował się w środku tabeli tureckiej ligi. W 1998 roku powtórzył z Samsunsporem sukces z 1994 roku. W 1999 roku znów był piłkarzem Dinama. Po 6 rozegranych meczach i wywalczeniu mistrzostwa kraju zakończył piłkarską karierę.
| Sezon   | Klub                | Kraj    | Rozgrywki     | Mecze | Bramki |
| ------- | ------------------- | ------- | ------------- | ----- | ------ |
| 1986/87 | Jiul Petroszany     | Rumunia | Divizia A     | 31    | 5      |
| 1987/88 | Jiul Petroșani      | Rumunia | Divizia B     | ?     | ?      |
| 1988/89 | Jiul Petroșani      | Rumunia | Divizia B     | ?     | ?      |
| 1989/90 | FC Dinamo Bukareszt | Rumunia | Divizia A     | 20    | 8      |
| 1990/91 | FC Dinamo Bukareszt | Rumunia | Divizia A     | 15    | 2      |
| 1990/91 | KFC Uerdingen 05    | Niemcy  | Bundesliga    | 15    | 0      |
| 1991/92 | KFC Uerdingen 05    | Niemcy  | 2. Bundesliga | 13    | 1      |
| 1992/93 | FC Dinamo Bukareszt | Rumunia | Divizia A     | 26    | 0      |
| 1993/94 | Samsunspor          | Turcja  | Süper Lig     | 26    | 6      |
| 1994/95 | Samsunspor          | Turcja  | Süper Lig     | 26    | 2      |
| 1995/96 | Samsunspor          | Turcja  | Süper Lig     | 20    | 1      |
| 1996/97 | Samsunspor          | Turcja  | Süper Lig     | 30    | 8      |
| 1997/98 | Samsunspor          | Turcja  | Süper Lig     | 15    | 0      |
| 1998/99 | Samsunspor          | Turcja  | Süper Lig     | 15    | 1      |
| 1999/00 | FC Dinamo Bukareszt | Rumunia | Divizia A     | 6     | 0      |

## Kariera reprezentacyjna
W reprezentacji Rumunii Timofte zadebiutował 28 marca 1990 roku w wygranym 3:1 towarzyskim meczu z Egiptem i w debiucie zdobył gola. W 1990 roku był w kadrze Rumunii na Mistrzostwach Świata we Włoszech. Tam wystąpił w trzech meczach: grupowych z ZSRR (2:0) i z Kamerunem (2:1) oraz w 1/8 finału z Irlandią (0:0, karne 4:5). Karierę reprezentacyjną zakończył w 1995 roku, a w drużynie narodowej wystąpił 22 razy i zdobył 2 gole.